# Felicienne Lejeune
Felicienne Marie Joseph Lejeune is een personage uit de soap Thuis dat gespeeld werd door Doris Van Caneghem van 1995 tot 2002.

## Fictieve biografie
Felicienne is de poetsvrouw van Marianne Bastiaens. Ze is altijd nieuwsgierig en bemoeit zich met zaken die haar niet aangaan. Ze brengt ook veel problemen en ruzies. Ze is ook goed bevriend met Harry Moeyaerts en Ingrid Michiels, waar ze ook regelmatig schoonmaakt. Felicienne is een roddeltante en kan nooit zwijgen. Ze had een demente man Rogerke en in 2002 besloot ze om met pensioen te gaan. Ze werd vervangen door Nancy De Grote.